# Port Orchard
Port Orchard è una città degli Stati Uniti d'America, capoluogo della contea di Kitsap nello Stato di Washington. La città, posta ad ovest di Seattle, prende il nome dall'omonimo stretto che separa Bainbridge Island dalla penisola di Kitsap, nell'area del Puget Sound. La popolazione era di 7.693 abitanti nel censimento del 2000, passati a 7.940 secondo una stima del 2007.

## Storia
La città venne originariamente fondata nel 1886 da Frederick Stevens, che la chiamò Sidney, dal nome di suo padre. Sidney venne riconosciuta come town il 15 settembre 1890. La sede della contea era originariamente a Port Madison, ma venne spostata dopo un voto popolare a Sidney nel 1892.
Nel dicembre dello stesso anno, gli abitanti di Sidney firmarono una petizione per rinominare la città in "Port Orchard". Il legislatore rifiutò la richiesta e solo nel 1903 il politico locale Will Thompson rinominò Sidney "Port Orchard".

## Geografia fisica
Secondo lo United States Census Bureau, il comune ha un'area totale di 12,7 km², di cui 2,3 km² coperti da acque interne.

## Società

### Evoluzione demografica
Secondo il censimento del 2000, a Port Orchard vivevano 7.693 persone, 2.901 nuclei familiari e 1.772 famiglie residenti in città. La densità di popolazione è 738,9/km². C'erano 3.178 unità abitative con una densità media di 305,2/km². La composizione razziale della città è di 82,22% bianchi, 4,00% di afroamericani, 1,49% nativi americani, 3,69% asiatici, 1,05% Isolani del Pacifico, 1,38% da altre razze, e 6,16% di due o più razze. Lo spagnolo e il latino sono parlate dal 5,13% della popolazione.
Di 2.901 nuclei familiari, il 34,5% ha figli di età inferiore ai 18 anni che vivono con loro, il 40,5% sono coppie sposate che vivono insieme, 16,0% è composto da donne senza marito, e il 38,9% sono non-famiglie. Il 30,6% di tutti i nuclei familiari è composto da single e il 11,0% da single con più di 65 anni di età.
Nella città la popolazione è distribuita con il 25,6% di età inferiore ai 18, il 13,2% tra 18 e 24, 33,3% tra 25 e 44, 16,6% dai 45 ai 64, e 11,3% oltre i 65 anni di età. L'età media è 31 anni. Per ogni 100 donne ci sono 105,8 maschi. Per ogni 100 donne sopra i 18 anni, ci sono 105,1 maschi.
Il reddito medio per una famiglia nella città è di $ 34.020. Gli uomini hanno un reddito medio di $ 33.610 contro $ 25.739 per le femmine. Il reddito pro capite della città è di 16.382 $. Circa il 10,9% delle famiglie e il 12,9% della popolazione è al di sotto della soglia di povertà, tra cui il 17,2% sono sotto i 18 anni e il 9,1% dai 65 anni in su.